# Tonghai
Tonghai, tidigare stavat Tunghai, är ett härad som lyder under Yuxis stad på prefekturnivå i Yunnan-provinsen i sydvästra Kina.